# Lybia denticulata
Lybia denticulata is een krabbensoort uit de familie van de Xanthidae. De wetenschappelijke naam van de soort is voor het eerst geldig gepubliceerd in 1905 door Nobili.